# Etheridgeum pulchrum
Genre
Espèce
Synonymes
- Padangia pulchra Werner, 1924

Statut de conservation UICN

 DD  : Données insuffisantes
Etheridgeum pulchrum, unique représentant du genre Etheridgeum, est une espèce de serpents de la famille des Colubridae.

## Répartition
Cette espèce est endémique de Sumatra en Indonésie.

## Publications originales
- Werner, 1924 : Neue oder wenig bekannte Schlangen aus dem Naturhistorischen Staatsmuseum in Wien. l. Teil. Sitzungsberichte der Kaiserliche Akademie der Wissenschaften in Wien, vol. 133, p. 29-56.
- Wallach, 1988 : Status and redescription of the genus Padangia Werner, with comparative visceral data on Collorhabdium Smedley and other genera (Serpentes: Colubridae). Amphibia-Reptilia, vol. 9, p. 61-76.